# Barnabás Peák
Barnabás Peák (29 de novembro de 1998) é um ciclista húngaro, membro da equipa Team BikeExchange.

## Palmarés
- 2017
  - Belgrade Banjaluka I
  - 2.º no Campeonato da Hungria Contrarrelógio

- 2018
  - Campeonato da Hungria Contrarrelógio[2]  
  - Campeonato da Hungria em Estrada  
  - 1 etapa da Volta ao Bidasoa

- 2019
  - 1 etapa do Volta à Normandia
  - 3.º no Campeonato da Hungria Contrarrelógio 
  - 2.º no Campeonato da Hungria em Estrada

- 2020
  - Campeonato da Hungria Contrarrelógio  [3]